# Białuty
Białuty [bʲaˈwutɨ] (deutsch Bialutten) und Białuty-Kolonia sind Ortschaften in der Landgemeinde Iłowo-Osada (deutsch Illowo) in Polen und gehören dem Powiat Działdowski (Kreis Soldau) in der Woiwodschaft Ermland-Masuren an.

## Geographische Lage
Białuty liegt im Südwesten der Woiwodschaft Ermland-Masuren, 16 Kilometer südlich der früheren Kreisstadt Neidenburg (polnisch Nidzica) bzw. 15 Kilometer südöstlich der heutigen Kreismetropole Działdowo (Soldau). Zwischen 1920 und 1939 verlief nur wenige hundert Meter nördlich des Ortes die polnisch-deutsche Staatsgrenze, und im Dorf stand eine Zollwache.
Białuyt-Kolonia liegt einen Kilometer südwestlich des Dorfes.

## Geschichte

### Ortsgeschichte
Das seinerzeit Byclud genannte Dorf wurde erstmals 1470 urkundlich erwähnt. Schon in vorreformatorischer Zeit gab es hier eine Kirche. Nach der Reformation wechselte die Kirche – in Abhängigkeit von der Konfession des jeweiligen Gutsherrn als Kirchenpatron – mehrfach zwischen der evangelischen und römisch-katholischen Konfession, blieb aber letztlich katholisch, nachdem zu Beginn  des 20. Jahrhunderts auch eine evangelische Kirche erbaut worden war.  
Im August 1708 wurde Bialutten von der Großen Pest befallen, binnen eines Monats starb fast die gesamte Dorfbevölkerung.
Am 28. Mai 1874 wurde Bialutten Amtsdorf und damit namensgebend für einen Amtsbezirk, der zum Kreis Neidenburg im Regierungsbezirk Königsberg (ab 1905: Regierungsbezirk Allenstein) in der preußischen Provinz Ostpreußen gehörte. Er bestand bis 1920, als ein Teil der in ihn eingegliederten Orte an Polen abgetreten und die übrigen in den Amtsbezirk Krokau (polnisch Krokowo) umgegliedert wurden.
Im Jahre 1910 zählte Bialutten 534 Einwohner, von denen 205 zum Dorf und 329 zum Gutsbezirk gehörten. Die dörfliche Struktur Bialuttens war durch das Rittergut und seine Vorwerke Eichberg (polnisch Dębini) und Prusken (Pruski) geprägt. Postkarten aus der Zeit vor dem Zweiten Weltkrieg zeigen neben dem „Schloss“ (Rittergut) die evangelische und katholische Kirche sowie das „Gasthaus Aug. Sawetzki“. Rittergut, evangelische Kirche und das Erbbegräbnis der Gutsherrschaft Oehlrich sind mittlerweile verfallen. Mit Art. 28 des Friedensvertrages von Versailles fiel der Rittergutsbezirk – im Soldauer Gebiet gelegen – an das wiederentstandene Polen. Bialutten erhielt die polnische Namensform „Białuty“.

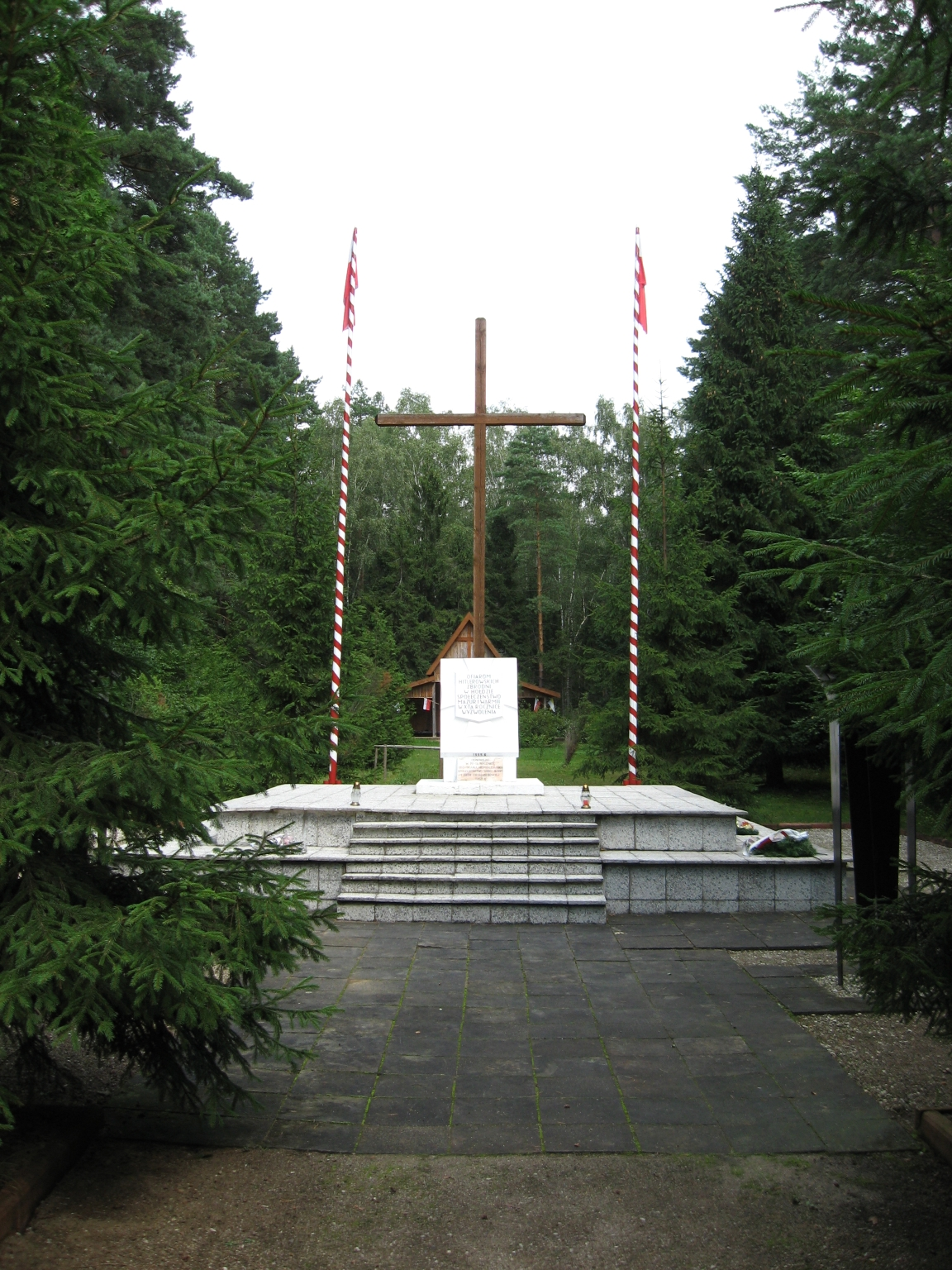
Denkmal für die Opfer der Jahre 1941 bis 1945 im Wald bei Białuty

Im Januar 1945 wurde Białuty von sowjetischen Truppen erobert. Das gesamte südliche Ostpreußen fiel in Kriegsfolge an Polen. Das Dorf ist heute eine Ortschaft innerhalb der Landgemeinde Iłowo-Osada (Illowo) im Powiat Działdowski (Kreis Neidenburg), bis 1998 der Woiwodschaft Ciechanów, seither der Woiwodschaft Ermland-Masuren zugehörig. 
Białuty-Kolonia ist ein „część wsi Białuty“ (= „ein Teil des Dorfes Białuty“). Über die Gründung und Geschichte gibt es keine Belege, auch nicht in Beantwortung der Frage, ob der Ort eine deutsche Namensform hatte. So könnte die Kolonie auch erst nach 1945 entstanden sein.
An die Zeit des deutschen Nationalsozialismus erinnert heute noch im Wald bei Białuty eine Gedenkstätte mit Massengräbern der von den Nazis im Lager Soldau ermordeten Gefangenen mit einem Denkmal für die zigtausenden Opfer der Jahre 1941 bis 1945.

### Amtsbezirk Bialutten (1874–1920)
Zum 1874 errichteten Amtsbezirk Bialutten im Kreis Neidenburg gehörten sieben Ortschaften:
| Deutscher Name                           | Polnischer Name | Anmerkungen                                |
| ---------------------------------------- | --------------- | ------------------------------------------ |
| Bialutten, Dorf                          | Białuty         | 1920 an Polen abgetreten                   |
| Bialutten, Gut                           |                 | 1920 an Polen abgetreten                   |
| Dzwiersnia                               | Dźwierznia      | 1920 an Polen ebgetreten                   |
| Grabowo 1938–1945: Hasenheide            | Grabowo Leśne   | 1920 in den Amtsbezirk Krokau umgegliedert |
| Krokau                                   | Krokowo         | 1920 in den Amtsbezirk Krokau umgegliedert |
| Napierken 1938–1945: Wetzhausen (Ostpr.) | Napierki        | 1920 in den Amtsbezirk Krokau umgegliedert |
| Wolla 1938–1945: Grenzdamm               | Wola            | 1920 in den Amtsbezirk Krokau umgegliedert |

## Kirche

### Römisch-katholisch
An der Stelle einer vorherigen Holzkirche wurde 1884 bis 1887 in Białuty ein neues Kirchengebäude erstellt. Es handelt sich um ein neugotisches rotes Backsteinbauwerk mit vorgelegtem Turm. Sie ist dem Apostel Jakobus gewidmet. Die Pfarrgemeinde gehört zum Dekanat Działdowo im Bistum Toruń. Białuty-Kolonia ist eingepfarrt.

### Evangelisch

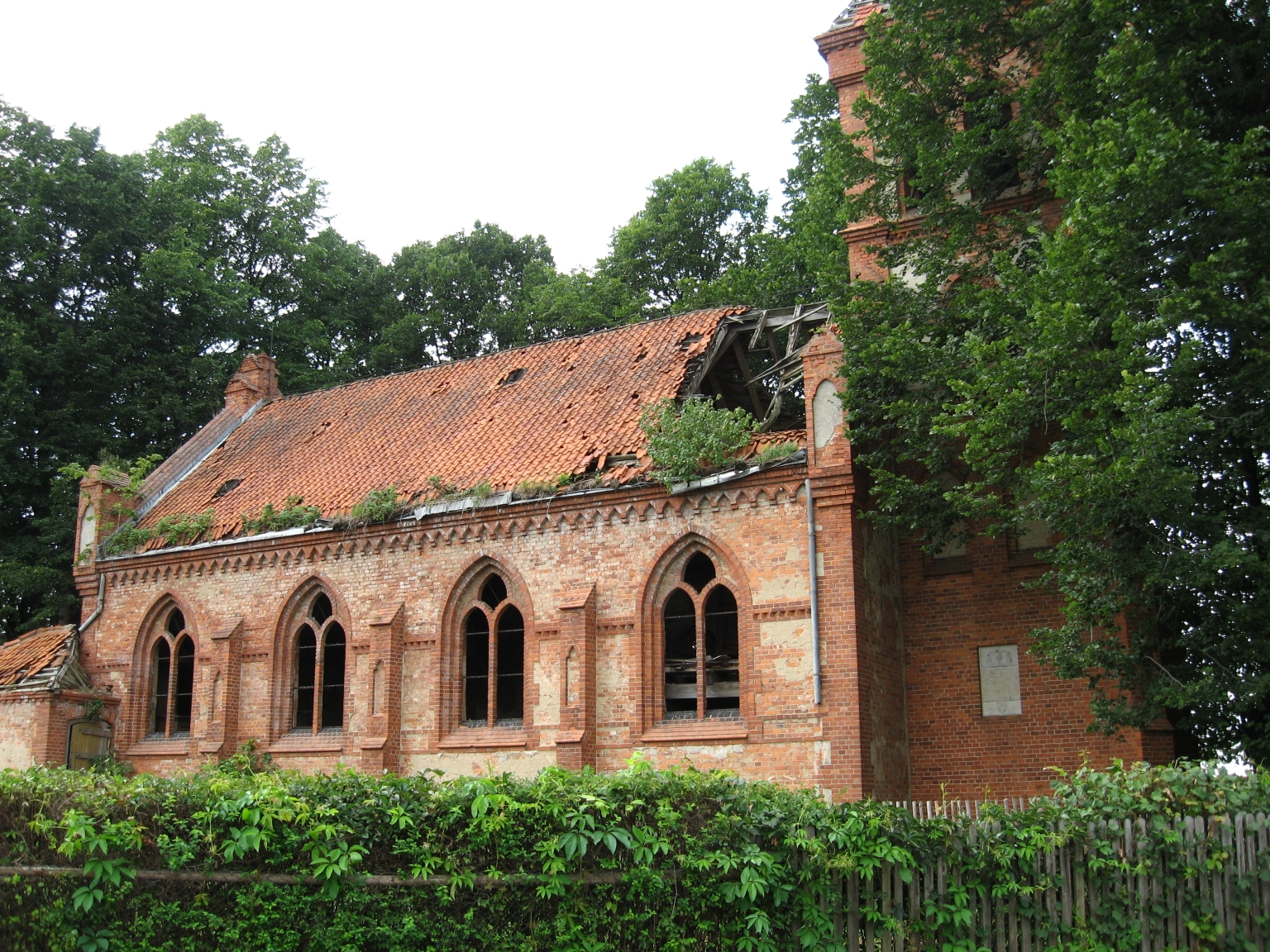
Ruine der evangelischen Kirche in Białuty

Im Jahre 1904 wurde in Bialutten eine evangelische Kirche erbaut. Es handelt sich dabei um eine der sogenannte ostpreußischen Jubiläumskirchen, zur Erinnerung an das 200-jährige Königskrönungsjubiläum. Die Gemeinde erhielt königliche Zuschüsse, auch der Rittergutsbesitzer Oehlrich steuerte einen hohen finanziellen Anteil bei. Auch bei dieser Kirche handelt es sich um einen roten Backsteinbau im neugotischen Stil. Das Gebäude ist heute dem Verfall preisgegeben. Die hier lebenden evangelischen Gemeindeglieder in Białuty und Białuty-Koloniea orientieren sich zur Erlöserkirche Działdowo, deren Gemeinde zur Diözese Masuren der Evangelisch-Augsburgischen Kirche in Polen gehört.

## Verkehr
Białuty liegt westlich der Schnellstraße Danzig–Warschau und ist über den Abzweig Napierki (Napierken, 1938 bis 1945 Wetzhausen (Ostpr.)) auf einer Nebenstraße Richtung Iłowo-Osada (Illowo) zu erreichen. Nebenstraßen aus der Nachbarregion enden außerdem innerorts. Eine Anbindung an den Bahnverkehr besteht nicht.